# Onze-Lieve-Vrouwekerk (Hadamar)
De Onze-Lieve-Vrouwekerk (Liebfrauenkirche) is een laatgotisch kerkgebouw aan de Elbbach in Hadamar in de Duitse deelstaat Hessen.

## Beschrijving

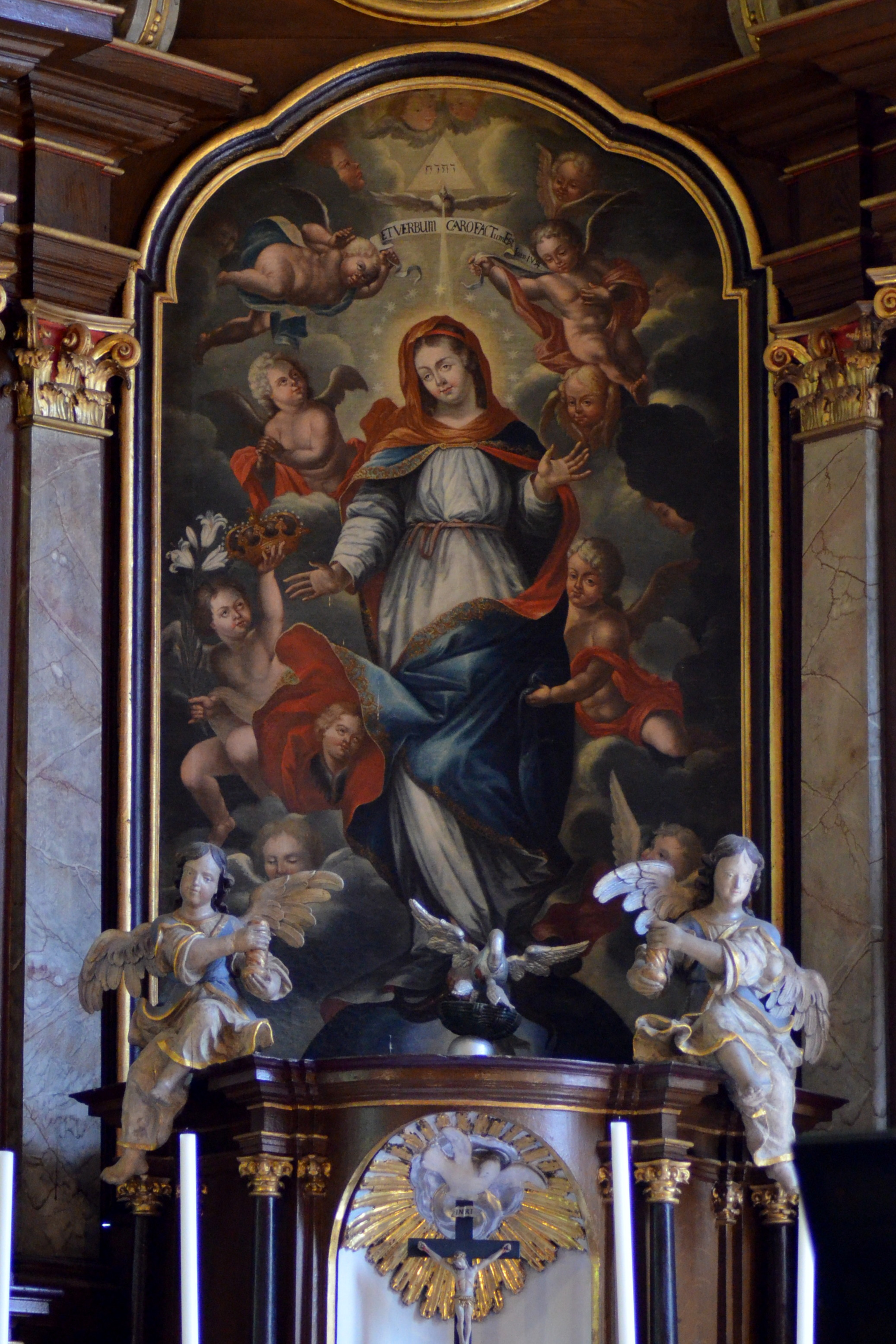
Detail hoofdaltaar

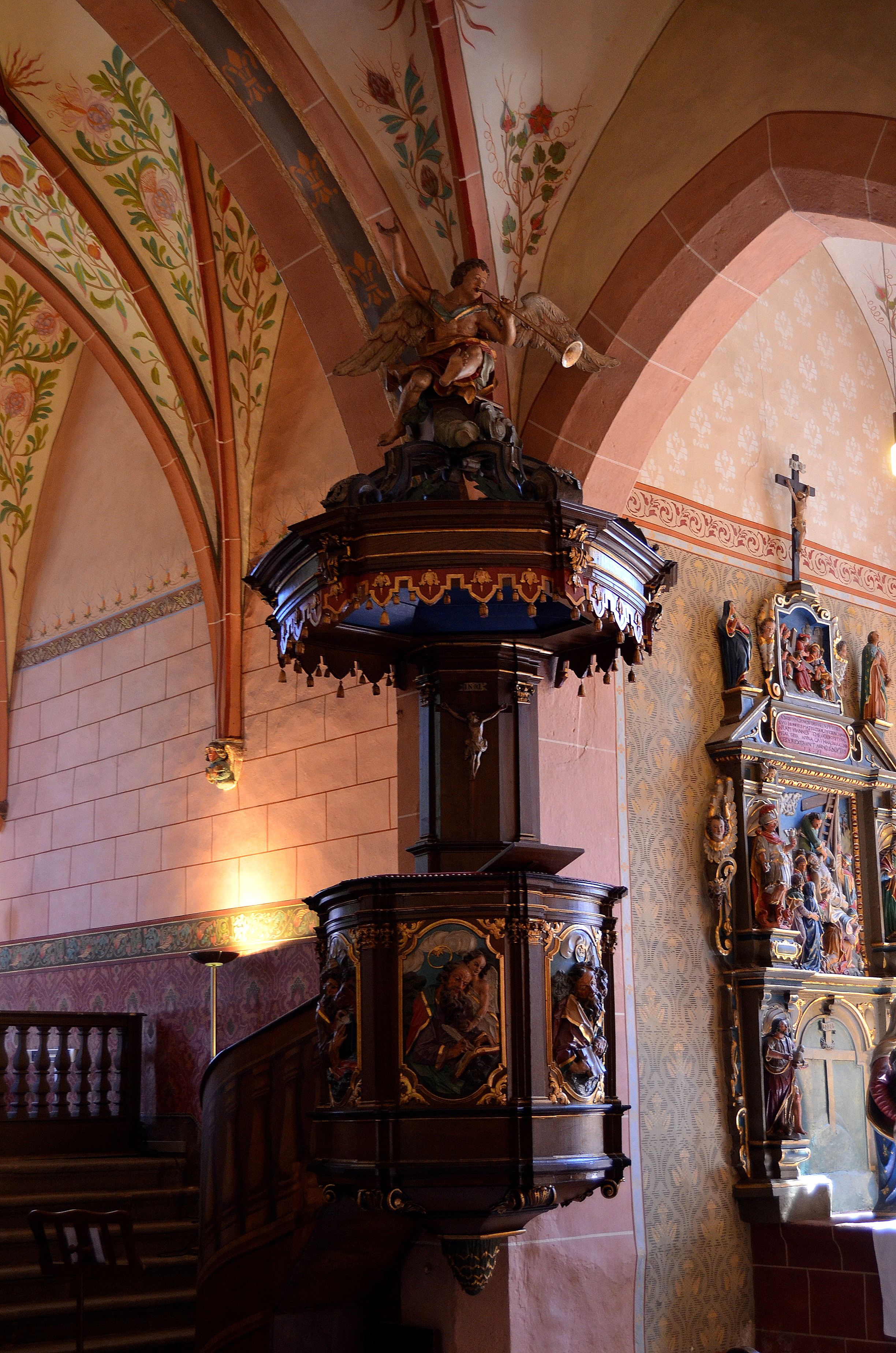
kansel

De kerk betreft een oostelijk georiënteerde hallenkerk met drie schepen. De oorspronkelijk bouw betreft de eerste vijf traveeën van het kerkschip en de toren. In 1446 werd het middenschip verhoogd en de kerk verlengd met nog een travee. Ook het netgewelf, dat tegenwoordig zijn stempel op het interieur drukt, werd in deze tijd ingebracht. Aan de pijlers is ook het verschil in ouderdom te herkennen: de oudere zijn rond, de jongere achthoekig. Aan het kerkschip sluit een twee traveeën tellend koor met een 5/8 afsluiting aan, dat een stergewelf heeft.  
Belangrijke bouwdetails vormen de kunstzinnige visblazen in de ramen en de westelijke galerij, de veel voorkomende figuurlijke decoraties in het gewelf en de nog aanwezige resten van de laatgotische vloer. De dakruiter is van latere datum en werd in de bouwgeschiedenis van de kerk herhaaldelijk vernieuwd. Het dak heeft tegenwoordig de verhoogde vorm, die het kort na 1612 kreeg om er graan op te kunnen opslaan.    
De sacristie is oorspronkelijk waarschijnlijk een kapel geweest.  
De huidige inrichting dateert uit de periode 1630-1750 en vertegenwoordigt de renaissance en de barok. De beschildering van de kerk is neogotisch en stamt uit 1891. Talrijke grafstenen en epitafen in de kerk verhogen de cultuurhistorische betekenis van het gebouw. Buiten de kerk bevindt zich bij de toegang een crucifix uit het jaar 1698.
Het hoogaltaar ontstond in 1738 en is een voorbeeld van de zogenaamde Hadamarse barok. Ook de reliëfs van de evangelisten aan de kansel stammen van deze lokale school. De beelden van het hoogaltaar zijn werken van de uit Franken afkomstige beeldhouwer Martin Volk. Het rechter zijaltaar laat zich dateren op 1631 en werd door burgemeester Johann Theodor Jung geschonken. Zowel het rechter als het linker zijaltaar, waarvan de bouw mogelijk werd gemaakt dankzij een schenking van de familie Hungrichhausen, bevatten reliëfs van de lijdensgeschiedenis van Christus.     
De klok van de kerk werd in 1451 in Dillenburg gegoten en behoort tot de oudste nog alijd luidende klokken van Duitsland.  

## Geschiedenis
De kerk bevindt zich rechts van de Elbbach aan de voet van de Mönchberg. Onder de op deze berg gebouwde burcht en de bijbehorende Egidiuskerk bevond zich hier ooit de kern van de latere stad, waarvan tegenwoordig niets meer over is. In de middeleeuwen verplaatste het stadscentrum zich naar de andere kant van de Elbbach.  
Kort voor 1379 liet de pastoor van Hadamar op de plaats van een aan het Heilig Kruis gewijde schrijn een aan de Moeder Gods gewijde kapel oprichten. In 1446 werd de kerk door de stadsheren Jan IV van Nassau en Philips I van Katzenelnbogen tot ongeveer de huidige afmetingen vergroot. De vergroting van de kerk vormde een onderdeel van de toenaderingspolitiek tussen de beide vorstenhuizen in die tijd. Rond deze tijd nam ook de bedevaart naar de kerk een grote vlucht.   
Omstreeks 1450 werd de Onze-Lieve-Vrouwekerk het centrum van een priesterbroederschap, maar een collegiaal stift werd de kerk echter nooit. Het kerkgebouw van die tijd bezat acht altaren, waar tot acht priesters missen opdroegen. Deze priesters bewoonden huizen in de stad, die behoorden tot het grondgebied van de kerk. Waarschijnlijk kwam vanuit deze broederschap de Latijnse School van Hadamar voort. 
De rijke gotische inrichting van de kerk ging met de komst van de reformatie verloren. In 1572 ging Hadamar met zijn heerser Jan VI van Nassau-Dillenburg over tot de calvinistische leer. De inrichtingen van de Onze-Lieve-Vrouwekerk en de Egidiuskerk werden grotendeels verwijderd en verkocht of verwoest. Het hoogaltaar kwam in Münstermaifeld terecht, maar van de oorspronkelijke toestand is weinig over gebleven. Mogelijk is het Mariabeeld dat tegenwoordig in de kapel op de Herzenberg staat, het Mariabeeld dat oorspronkelijk in de Onze-Lieve-Vrouwekerk werd vereerd. Het beeld toont grote overeenkomsten met de afbeelding op de in 1451 gegoten klok van de kerk. Volgens de overlevering werd het beeld tijdens de reformatie veilig gesteld door het naar Koblenz te brengen. In 1676 haalden de Jezuïeten het beeld terug naar Hadamar.    
Tegelijk met een renovatie van de kerk in 1624 werd de vloer van het priesterkoor verhoogd, om daaronder een grafkelder voor de vorsten aan te leggen. In 1629 bekeerde graaf Johan Lodewijk van Nassau-Hadamar zich tot het katholicisme. Hij besloot in plaats van de Egidiuskerk de Onze-Lieve-Vrouwekerk te bestemmen tot de katholieke parochiekerk van Hadamar. De Egidiuskerk droeg hij vervolgens aan de Franciscanen over. In 1647 werd de kerk getroffen door een brand, die een deel van het dak van de kerk verwoestte.
De Onze-Lieve-Vrouwekerk verloor in 1818 haar bestemming als parochiekerk ten gunste van de voormalige Jezuïetenkerk in het stadscentrum aan de andere kant van de Elbbach. Vanaf die tijd bleef de kerk in functie als rouwkapel van het aangrenzende kerkhof. In 1835 werden ook de 19 grafkisten van de vorsten uit de grafkelder onder het koor van Onze-Lieve-Vrouwekerk gehaald en verplaatst naar de grafkelder van de Egidiuskerk op de Mönchberg.   
Tegenwoordig helpt een vereniging de kerkelijke gemeente bij het onderhoud van de kerk. De vereniging organiseert regelmatig rondleidingen en financierde o.a. in 2009 de inbouw van een nieuw orgel. Sinds 1984 worden in de zomermaanden in de kerk jaarlijks meerdere klassieke concerten opgevoerd.

## Afbeeldingen

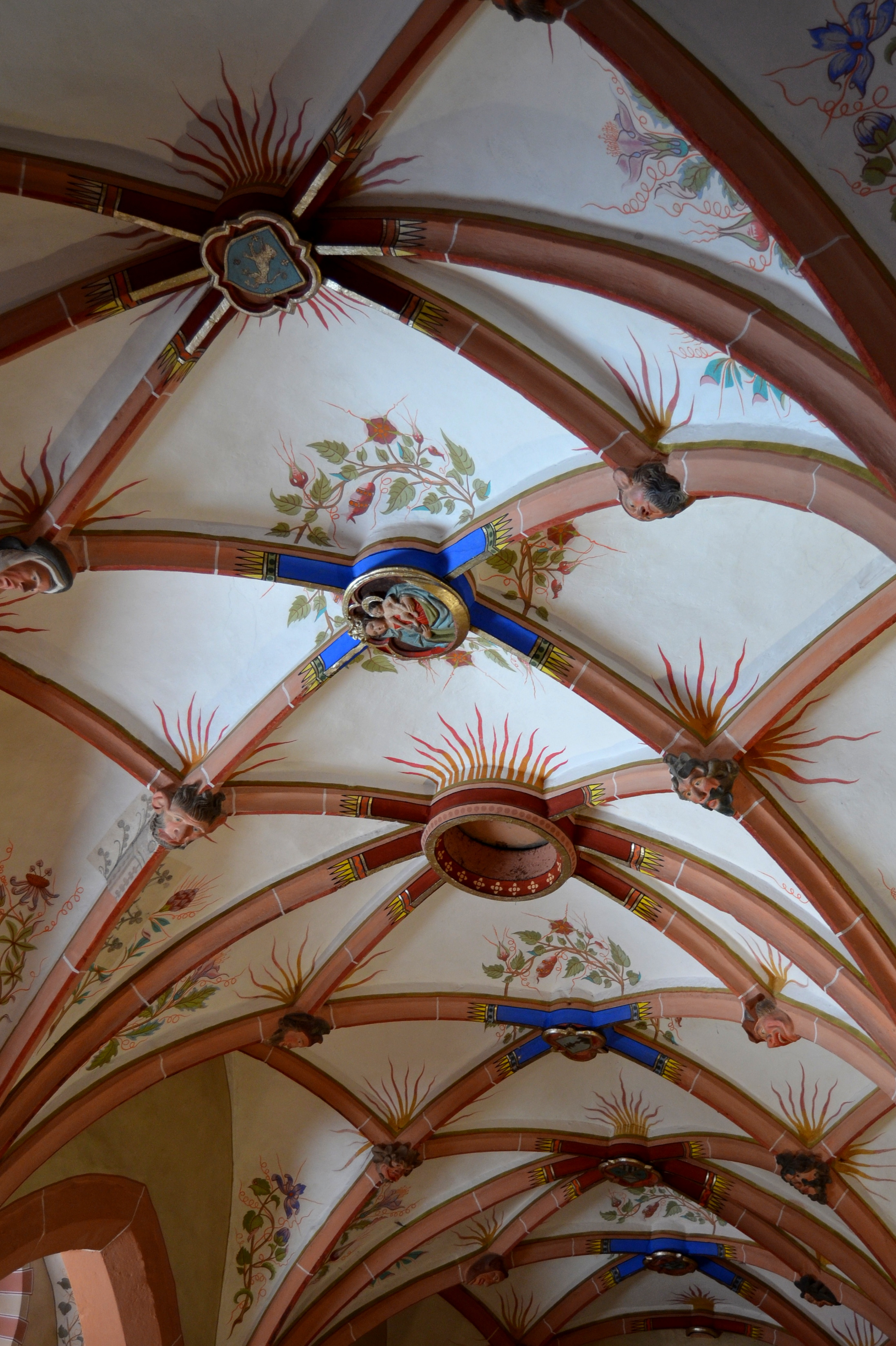
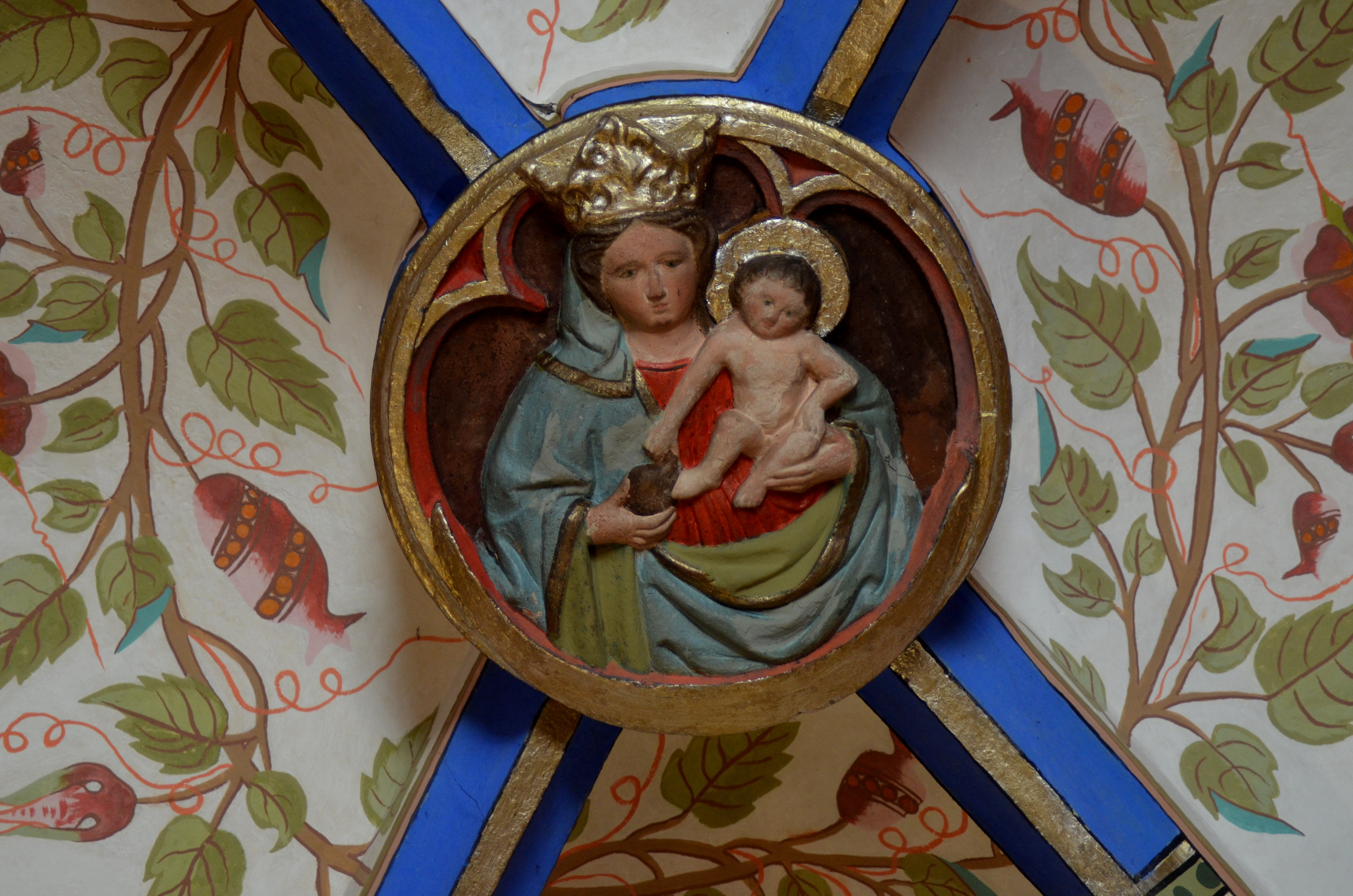
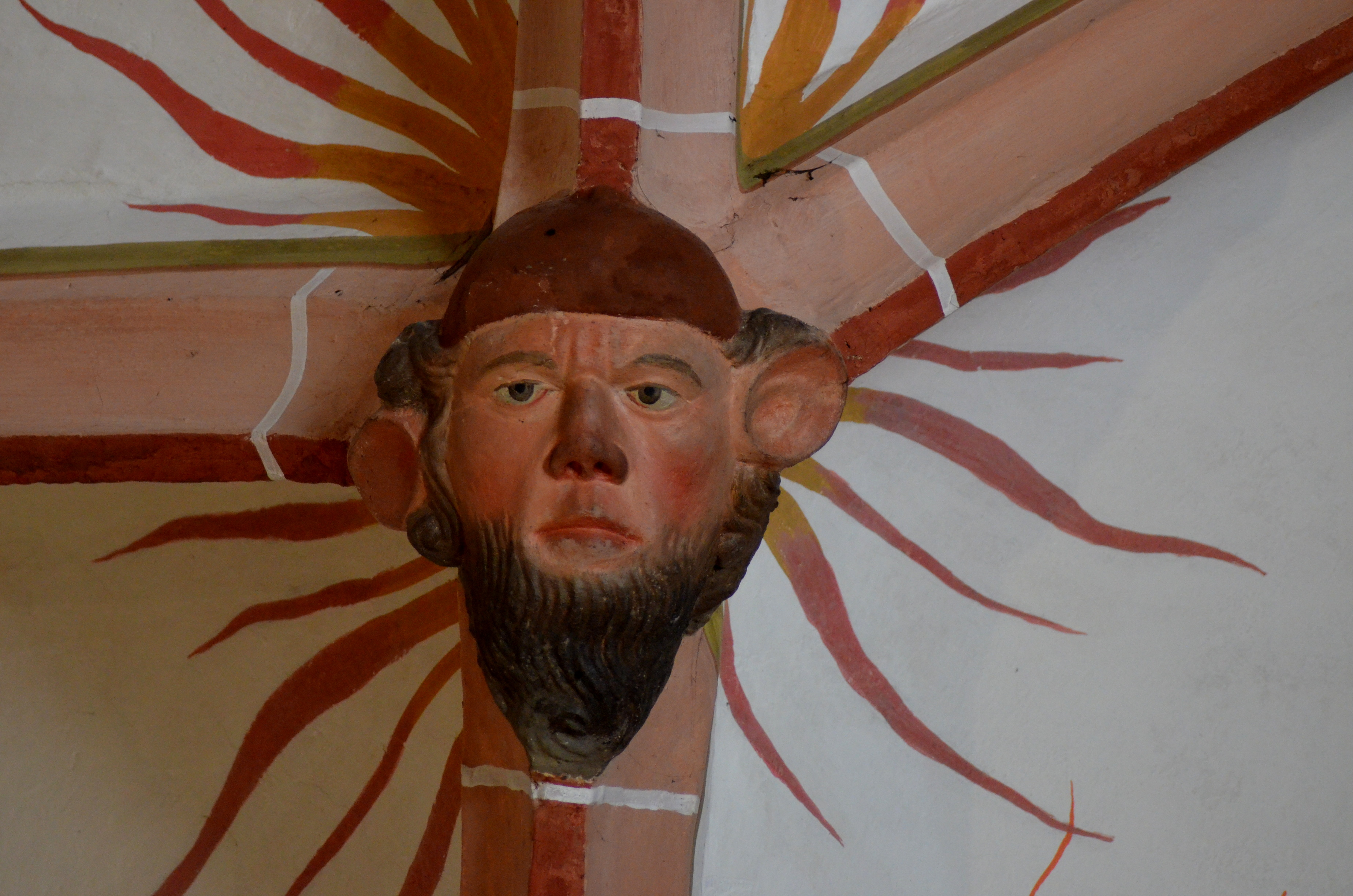
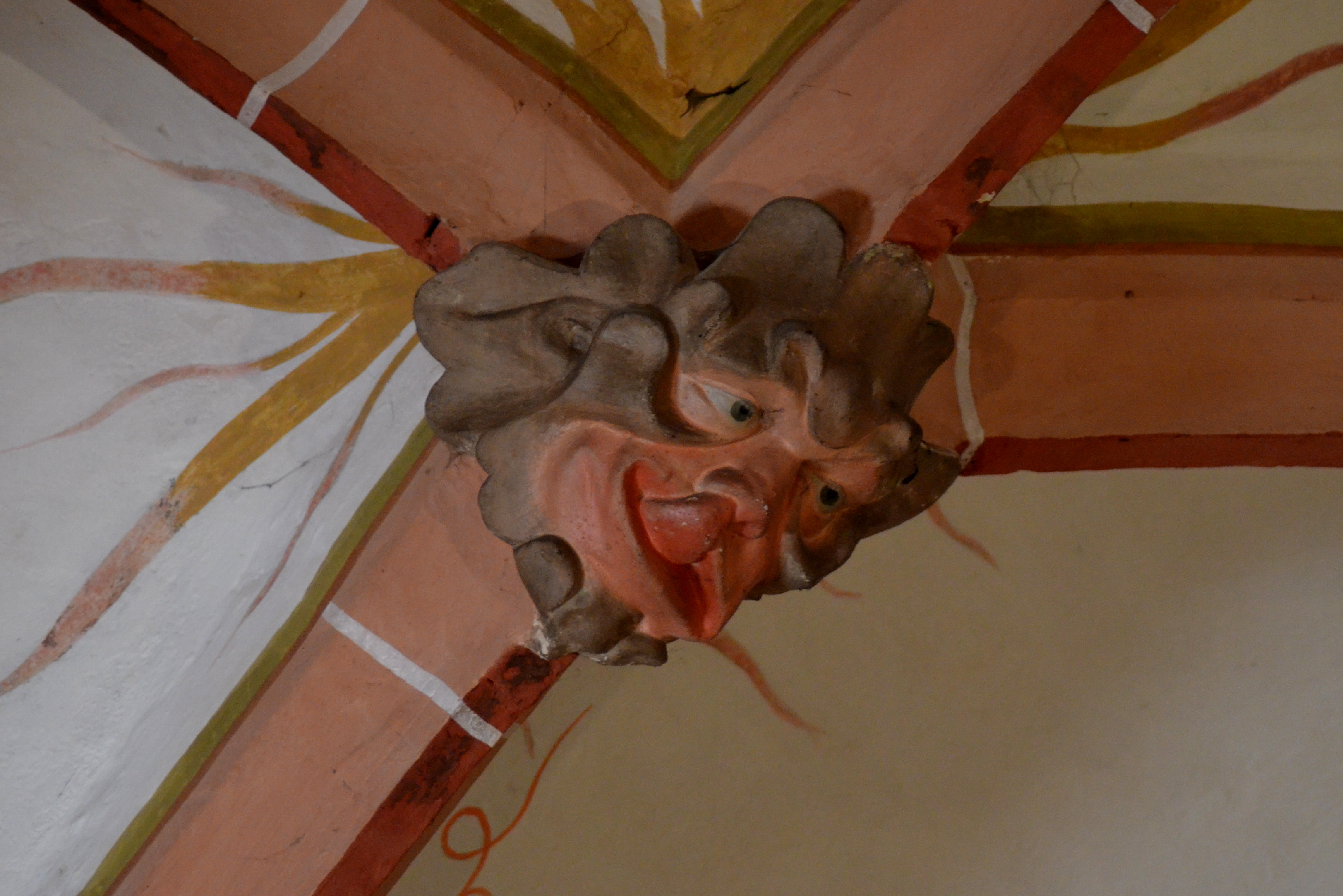
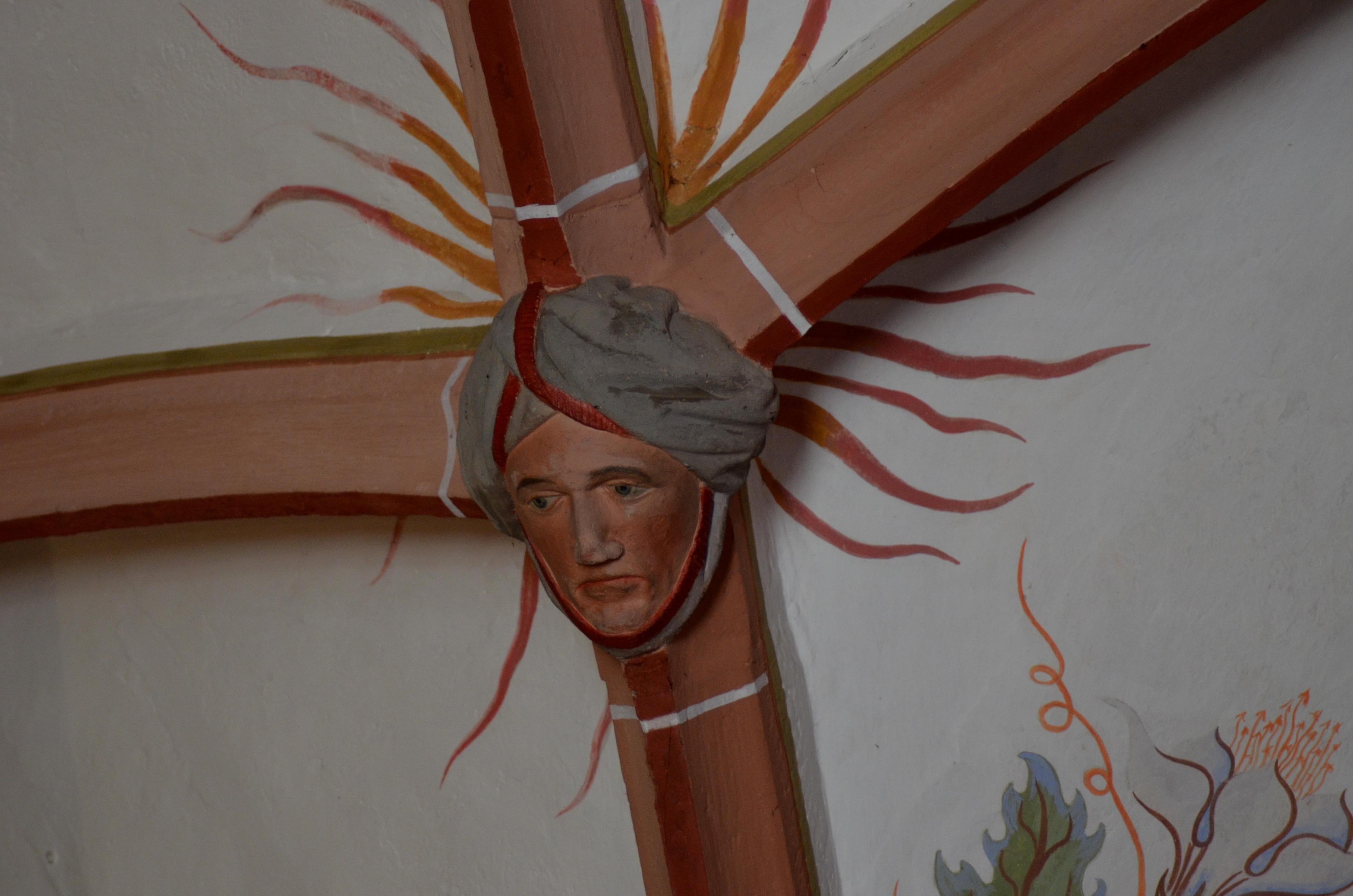
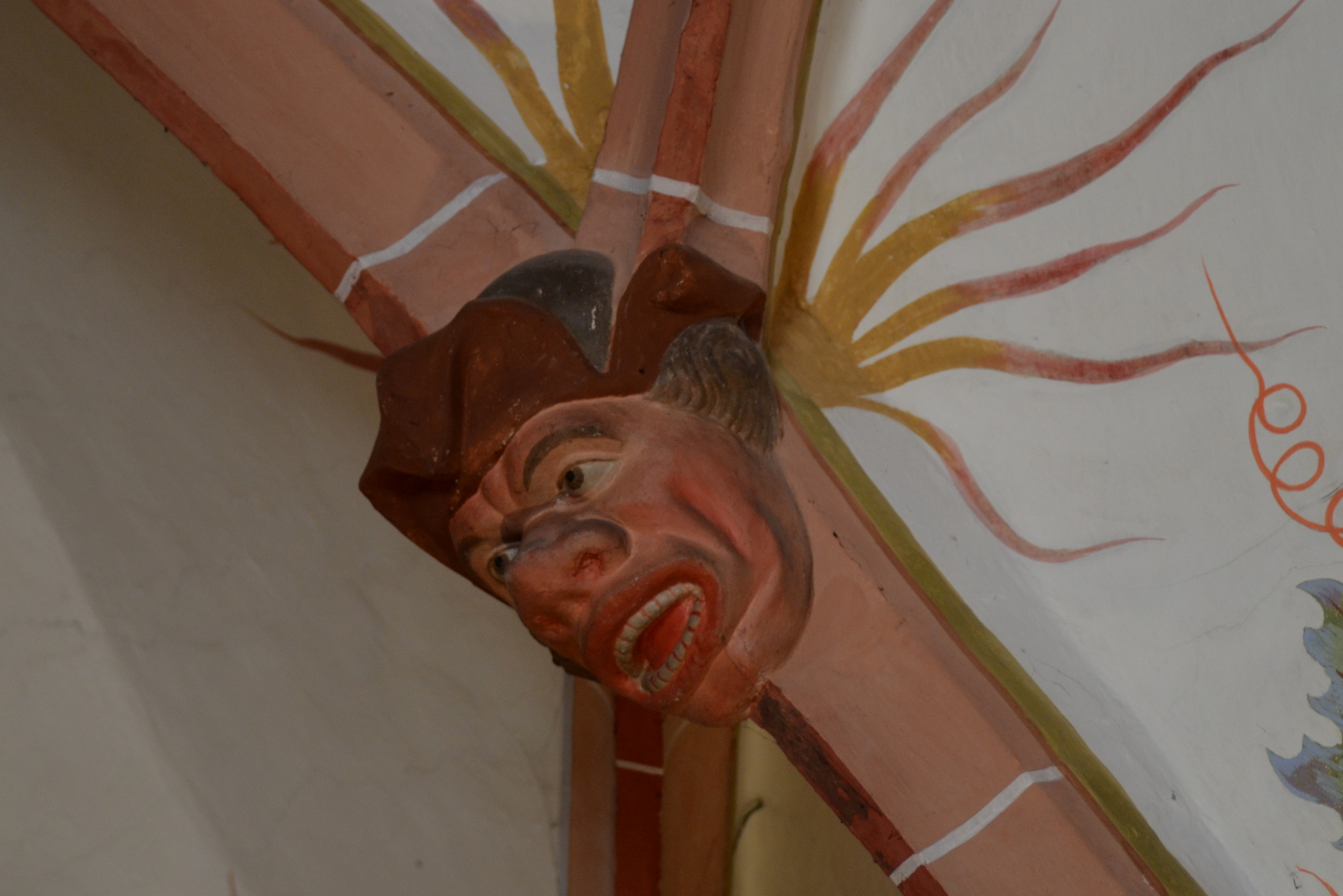
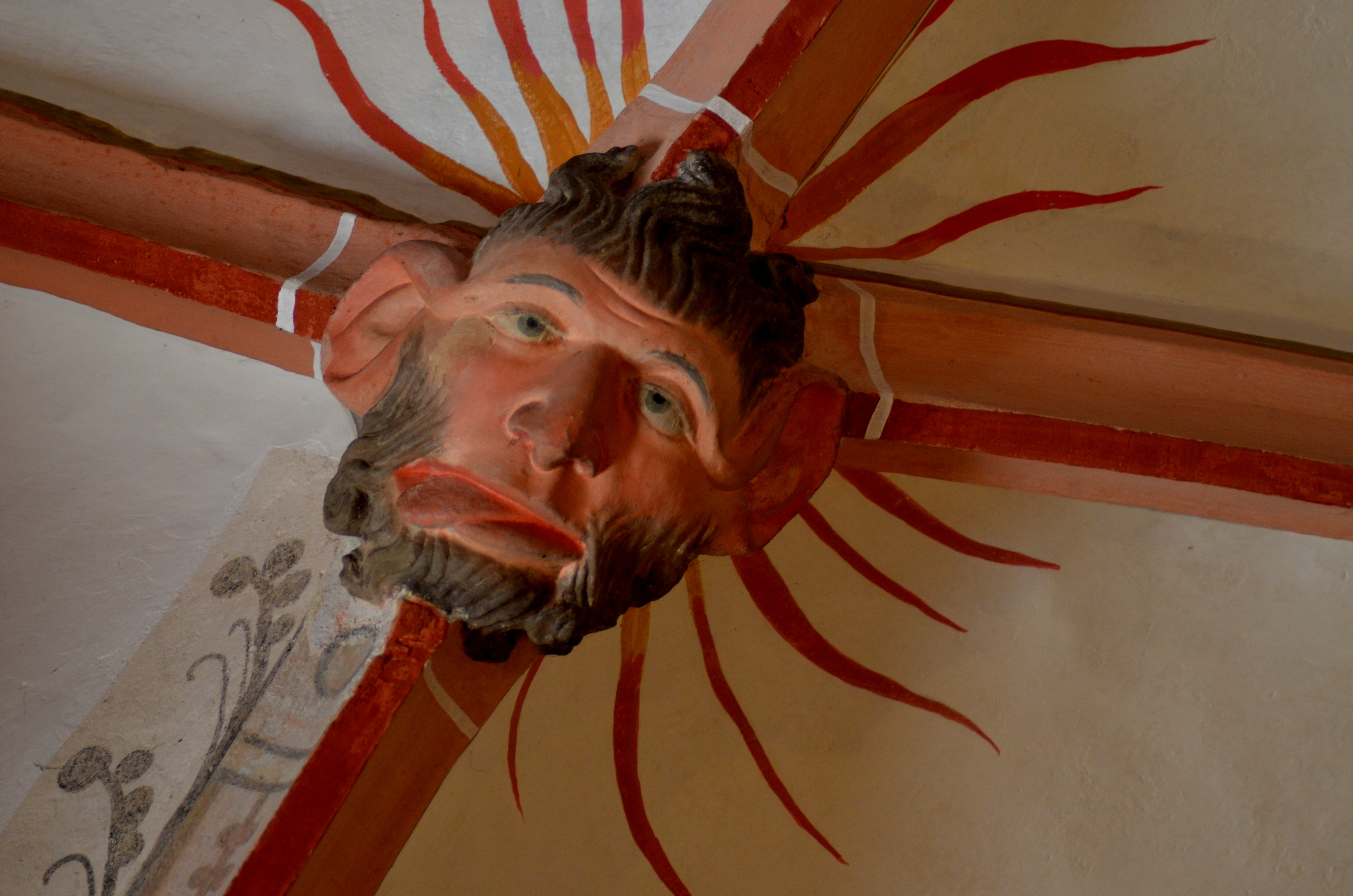